# YKKアワー キックボクシング中継
『YKKアワー キックボクシング中継』（ワイケイケイアワー キックボクシングちゅうけい）は、1968年9月30日から1979年3月26日までTBS系列局で放送されていたTBS製作のスポーツ中継番組である。番組表上では単に「キックボクシング」とだけ表記されていた。放送時間は毎週月曜 19:00 - 19:30 （日本標準時）。初回からカラー放送。

## 概要
日本キックボクシング協会の試合を中心に放送。
前期は複数社提供で放送されていたが、1973年10月からは吉田工業（現:YKK）および吉田商事（現:YKK AP）のYKKグループ一社提供へ移行した。
1979年3月26日をもってゴールデンタイムでの放送を終了し、4月から金曜23:30 - 0:00の深夜放送に移行したが、1980年3月29日に終了した。

## 出演者
- 解説：寺内大吉、松岡憲治（当時TBSスポーツ局員）
- 実況：
  - 石川顕（当時TBSアナウンサー） - 沢村忠の真空飛び膝蹴りの名付け親。少なくとも月曜19時台・YKKアワー時代のタイトルコールの雄たけびも担当
  - 松下賢次（当時TBSアナウンサー）
  - 今村稔（TBSアナウンサー→報道ニュースデスク）

## テーマ音楽
- 「コバルトの空[4]」
作曲：レイモンド服部

## 放送局
- TBS（製作局）：月曜 19:00 - 19:30[5]
- 北海道放送：月曜 19:00 - 19:30[6]
- 青森テレビ：月曜 19:00 - 19:30[7]
- 岩手放送：月曜 19:00 - 19:30[7]
- 東北放送：月曜 19:00 - 19:30[8]
- 秋田放送：金曜 18:00 - 18:30（1973年7月時点）[9]→土曜 17:30 - 18:00
- 山形放送：火曜 18:00 - 18:30（1968年10月 - 1970年12月時点）[10] → 金曜 18:00 - 18:30（1973年7月時点）[9]
- 福島テレビ：木曜 19:00 - 19:30（1968年10月 - 1969年4月3日まで） → 月曜 19:00 - 19:30（1969年4月7日から）[11]
- テレビ山梨：月曜 19:00 - 19:30[5]
- 新潟放送：木曜 19:00 - 19:30（1968年10月 - 1969年3月） → 月曜 19:00 - 19:30（1969年4月から）[注釈 1][12]
- 信越放送
- 静岡放送
- 北日本放送（1968年の時点で火曜 17:30 - 18:00にて[13]、1969年の時点では火曜 18:00 - 18:30にて[14]遅れネット。その後1973年10月1日同時ネット開始。それまでの同時ネット時間帯は日本テレビ系列の『流星人間ゾーン』を同時ネットしていた[15]）
- 北陸放送：月曜 19:00 - 19:30[16]
- 福井放送：金曜 18:00 - 18:30（1974年6月時点）[17]
- 中部日本放送
- 朝日放送（1975年3月24日まで）[18]：月曜 19:00 - 19:30[19]
  - 毎日放送（1975年3月31日から）
- 日本海テレビ[20]
- 山陰放送[20]
- 山陽放送：月曜 19:00 - 19:30（当番組が放送されていた当時の放送対象地域は岡山県のみだった。）[21]
- 中国放送：月曜 19:00 - 19:30[21]
- テレビ山口
- 四国放送
- 南海放送：土曜 18:00 - 18:30（1977年6月時点）[22]
- テレビ高知
- RKB毎日放送：月曜 19:00 - 19:30[23]
- 長崎放送：月曜 19:00 - 19:30[23]
- 熊本放送：月曜 19:00 - 19:30[23]
- 大分放送：月曜 19:00 - 19:30[21][23]
- 宮崎放送：月曜 19:00 - 19:30[23]
- 南日本放送：月曜 19:00 - 19:30[23]
- 琉球放送